# Фриц Риман
Фриц Риман (на немски: Fritz Riemann) е германски психолог, психоаналитик, астролог и автор на книги.

## Биография
Роден е на 15 септември 1902 г. в Кемниц, Германия. Преминава три курса по психоанализа. Първият му обучаващ аналитик е Терезе Бенедек през 1935 г., вторият аналитик е Феликс Боем, а третият Харалд Шулц-Хенке.
Фриц Риман е съосновател през 1946 г. на Института за психологически изследвания и психотерапия в Мюнхен, който през 1974 г. е преименуван на Академия за психоанализа и психотерапия. Първоначално той е единственият обучаващ аналитик в института и за много години единствения фройдист. От 1956 до 1967 г. е обучаващ директор.
Риман е и почетен член на Академията по психоанализа в Ню Йорк.
Умира на 24 август 1979 година в Мюнхен на 76-годишна възраст.

## Публикации

### Психология
На български език
- Основни форми на страх, Изд. Лик 2002

На английски език
- Anxiety. Using Depth Psychology to Find a Balance in Your Life (translated by Greta Dunn), Munich / Basel: Ernst Reinhardt 2008, ISBN 978-3-497-02043-0 (German edition Grundformen der Angst first published in 1961)
- Basic forms helfender partnership. Selected Essays (ed. and with an introd. of Karl Herbert Mandel), Munich: J. Pfeiffer 1974, currently: Stuttgart, Klett-Cotta, 9th edition 2004, ISBN 978-3-608-89622-0
- The art of aging (ed. by Siegfried Elhardt and Doris Zagermann), Stuttgart: Cross 1981, currently: Munich, Ernst Reinhardt, 4th edition 2007, ISBN 978-3-497-01955-7
- The ability to love, Munich: Ernst Reinhardt 2007, ISBN 978-3-497-01901-4

### Астрология
- Lebenshilfe astrology. Thoughts and experiences, Munich: J. Pfeiffer 1976
- Ernst von Xylander, The cheerful horoscope. Astrological Verses, Zurich: Current 1955, currently: Berne, Origo, 4 REV. A. 1993, ISBN 978-3-282-00022-7